# Raionul Horodnea, Cernihiv
Horodnea (în ucraineană Городнянський район, transliterat: Horodneanskîi raion) este un raion în regiunea Cernigău, Ucraina. Reședința sa este orașul Horodnea.

## Demografie
Componența lingvistică a raionului Horodnea
     Ucraineană (92,46%)
     Rusă (6,99%)
     Alte limbi (0,47%)
Conform recensământului din 2001, majoritatea populației raionului Horodnea era vorbitoare de ucraineană (92,46%), existând în minoritate și vorbitori de rusă (6,99%).